# エメリヤーエンコ・アレキサンダー
エメリヤーエンコ・アレキサンダー（ロシア語: Александр Емельяненко、ウクライナ語: Олександр Ємельяненко、英語: Alexander Emelianenko、1981年8月2日 - ）は、ロシアの男性総合格闘家。ロシア連邦共和国ベルゴロド州スタールイ・オスコル出身。ファイトクラブ・アフマト所属。ウクライナ出身の両親の元に生まれ、国籍はロシアだが、民族的にはロシア人ではなくウクライナ人である。
元男性総合格闘家エメリヤーエンコ・ヒョードルの実弟。兄（183cm）を大きく上回る巨体（194cm）に、高いボクシングテクニックと身体能力を併せ持つ。序盤からアグレッシブに攻め込むファイトスタイルで、KO率も高い。ヒョードルも「近い将来、サーシャ（アレキサンダーの愛称）が一番の脅威となるであろう」と話す。
なお、兄ヒョードルと同様日本での表記は母国ロシアと逆で姓・名の順となる。

## 来歴
2003年、世界サンボ選手権コンバットサンボ100kg超級優勝、アマチュアサンボ公式戦戦績10勝無敗の戦績があるが、それ以前の経歴に関しては、刑務所に収監されていたため、公式上は白紙である。
2003年10月5日、総合格闘技デビュー戦となったPRIDE 武士道でアスエリオ・シウバと対戦し、苦戦したものの終始試合をコントロールし僅差の判定勝ち。デビュー戦を白星で飾った。
2004年8月15日、PRIDE GRANDPRIX 2004 決勝戦でミルコ・クロコップと対戦し、左ハイキックでKO負け。「この敗戦は怒りを覚えるほど悔しかった」と本人が話すようにこの敗戦を機に、練習に対する姿勢を改め、ヒョードルに従いトレーニング内容も高度なものをこなすようになった。結果、以前よりも身体が絞り込まれ、スパーリングパートナーも驚くほどに立ち技が上達したと言う。
2004年10月9日、M-1 Globalでのカーロス・バヘット戦では判定勝利。その後ジェームス・トンプソン、ヒカルド・モラエス、レネ・ローゼといった巨漢との試合が続くも、すべての試合を30秒かからずKO勝利した。
2005年12月31日、PRIDE 男祭り 2005でオリンピック柔道金メダリストのパウエル・ナツラと対戦し、スリーパーホールドで一本勝ちを収めた。
2006年5月5日、PRIDE 無差別級グランプリ 2006 開幕戦のGP1回戦でジョシュ・バーネットと対戦。序盤は打撃で優勢に立つも、2Rにスタミナ切れを起こし、V1アームロックで一本負け。
2006年9月10日、PRIDE 無差別級グランプリ 2006 決勝戦のリザーブマッチで、かつてのチームメイトセルゲイ・ハリトーノフと対戦し、パウンドでTKO勝ち。
2006年11月12日、オランダで開催された2 Hot 2 Handleでファブリシオ・ヴェウドゥムと対戦し、肩固めで一本負け。
2007年4月14日、初参戦となったBodogFightでエリック・ペレと対戦し、1RKO勝ち。
2007年10月19日、カナダで行われたHCFでダン・ボビッシュと対戦し、フロントチョークで一本勝ち。
2008年7月19日に行われたAffliction: Bannedにてポール・ブエンテロと対戦予定であったが、大会前の血液検査の結果により出場停止となった。兄ヒョードルは「血液検査の結果により出場停止となったことは確かだが、詳細は分からない」とインタビューで答えている。関係者からはC型肝炎に感染している可能性が示唆された。
2009年、所属していたレッドデビルを離脱し、フリーランスとなった。3月29日のProFCではかつての同門イブラヒム・マゴメドフと対戦し、カットによるTKO勝ちを収めた。マゴメドフとは2012年に再戦し、この試合もドクターストップで勝利を収めている。
2010年、ロシアのProFCでエディ・ベンスンとproFCヘビー級ワンマッチで対戦で1ラウンド40秒KO勝ち。
同年5月22日に行われたアゼルバイジャンのAPFでミオドラグ・ペトコヴィッチにKO勝ち。
しかし2010年12月18日にハバロスクで行われたDRAKAでピーターグラハムと変則30秒ルールで対戦したがKO負け。
2012年11月15日にM-1 Challenge 35でジェフ・モンソンと対戦。2Rにモンソンの得意技ノースサウスチョークで一本負け。試合後アレキサンダーはモンソンに再戦を求めたが、その後街での喧嘩が原因となりM-1 Globalをリリースされた。
2013年5月25日にモスクワで開催されたLegendにてボブ・サップと対戦。打撃で1ラウンドKO勝ち。この試合でアレキサンダーは髭を長く伸ばし、試合に臨んでいた。
2014年1月25日に開催されたColiseum FC: New History 2でディミトリー・ソスノフスキーと対戦し1ラウンドに打撃でKO負けとなった。
3年後の2017年に復帰しWorld Fighting Championship Akhmatに参戦。ジェロニモ・ドス・サントス、ヴァージル・ツウィッカーと対戦し、どちらも1ラウンド以内に打撃でKO勝ちを収めている。
2018年5月5日にRCC: Russian Cagefighting Championship 2で元UFCランカーのガブリエル・ゴンザーガと対戦。ゴンザーガはこの試合が2016年のデリック・ルイス戦以降2年振りの復帰戦であった。1Rはペースを掴まれテイクダウンを奪われる場面などがあったものの、2Rに打撃のラッシュでKO勝ちを収めた。
2018年8月15日にWorld Fighting Championship Akhmat 50でトニー・ジョンソンと対戦。3ラウンドを戦い抜き、人生初の引き分けとなった。
2020年7月24日、ACAにてマゴメド・イスマイロフと対戦。3R・3分25秒、パウンドにてTKO負け。

## 人物・エピソード
- 2004年に結婚。2007年には子供も一人誕生している。
- 度々刑務所に収監され、一時期マフィアの一員であったことから、一部メディアからは「ヒョードルの愚弟」と評されている[1]。

## 戦績
| 総合格闘技 戦績 | 総合格闘技 戦績 | 総合格闘技 戦績 | 総合格闘技 戦績 | 総合格闘技 戦績 | 総合格闘技 戦績 | 総合格闘技 戦績 |
| --------------- | --------------- | --------------- | --------------- | --------------- | --------------- | --------------- |
| 36 試合         | (T)KO           | 一本            | 判定            | その他          | 引き分け        | 無効試合        |
| 28 勝           | 20              | 5               | 3               | 0               | 1               | 0               |
| 7 敗            | 4               | 3               | 0               | 0               | 1               | 0               |

| 勝敗 | 対戦相手                       | 試合結果                                  | 大会名                                                                     | 開催年月日     |
| △    | トニー・ジョンソン             | 5分3R終了 ドロー                          | World Fighting Championship Akhmat 50                                      | 2018年8月18日  |
| ○    | ビクトー・ペスタ               | 2R 3:52 TKO（パンチ連打）                 | RCC: Russian Cagefighting Championship 3                                   | 2018年6月9日   |
| ○    | ガブリエル・ゴンザーガ         | 2R 3:43 TKO（膝蹴り）                     | RCC: Russian Cagefighting Championship 2                                   | 2018年5月5日   |
| ○    | シモン・バヨル                 | 1R 3:03 TKO (スタンドパンチ連打)          | Battle on Volga 3                                                          | 2018年3月5日   |
| ○    | ヴァージル・ツウィッカー       | 1R 2:56 TKO (スタンドパンチ連打)          | WFCA44                                                                     | 2017年12月17日 |
| ○    | ジェロニモ・ドス・サントス     | 1R 0:36 TKO (スタンドパンチ連打→パウンド) | WFCA 42                                                                    | 2017年9月27日  |
| ×    | ディミトリー・ソスノフスキー   | 1R 1:43 TKO（パンチ連打）                 | Coliseum FC: New History 2                                                 | 2014年1月25日  |
| ○    | ジョゼ・ホドリゴ・ゲウケ       | 1R 4:10 TKO（パンチ連打）                 | ProFC 49: Resurrection                                                     | 2013年7月4日   |
| ○    | ボブ・サップ                   | 1R 1:18 TKO（パウンド）                   | Legend: Emelianenko vs. Sapp                                               | 2013年5月25日  |
| ×    | ジェフ・モンソン               | 2R 3:17 ノースサウスチョーク              | M-1 Challenge 35: Emelianenko vs. Monson                                   | 2012年11月15日 |
| ○    | コンスタンチン・グルチョフ     | 5分3R終了 判定3-0                         | M-1 Challenge 34: Emelianenko vs. Gluhov                                   | 2012年9月30日  |
| ○    | イブラヒム・マゴメドフ         | 2R終了時 TKO（ドクターストップ）          | M-1 Challenge 33: Emelianenko vs. Magomedov 2                              | 2012年6月6日   |
| ○    | タダス・リンケビュチス         | 2R 1:52 TKO（パンチ連打）                 | M-1 Challenge 31: Monson vs. Oleinik                                       | 2012年3月16日  |
| ○    | トレジェン・アキルベコフ       | 1R 4:32 チキンウィングアームロック        | Bushido Lithuania: vol.50                                                  | 2011年12月21日 |
| ×    | マゴメド・マリドフ             | 1R 0:23 KO（パンチ）                      | M-1 Challenge 28: Emelianenko vs. Malikov                                  | 2011年11月12日 |
| ×    | ピーター・グラハム             | 2R 2:59 TKO（ローキック）                 | Draka: Governor's Cup 2010                                                 | 2010年12月18日 |
| ○    | ミオドラグ・ペトコヴィチ       | 1R 3:00 TKO（パンチ連打）                 | APF: Azerbaijan vs. Europe                                                 | 2010年5月22日  |
| ○    | エディ・ベンスン               | 1R 0:40 TKO（パンチ連打）                 | ProFC: Commonwealth Cup 【ProFCヘビー級タイトルマッチ】                    | 2010年4月23日  |
| ○    | イブラヒム・マゴメドフ         | 1R 0:51 TKO（パンチ連打）                 | ProFC: Russia vs. Europe                                                   | 2009年3月29日  |
| ○    | イ・サンス                     | 1R 2:40 TKO（パウンド）                   | M-1 Challenge 9: Russia                                                    | 2008年11月21日 |
| ○    | シルビオ・サントス             | 1R 1:35 TKO（パンチ連打）                 | M-1 Challenge 2: Russia                                                    | 2008年4月3日   |
| ○    | ダン・ボビッシュ               | 1R 1:09 フロントチョーク                  | HCF: Title Wave                                                            | 2007年10月19日 |
| ○    | ジェシー・ギブソン             | 1R チキンウィングアームロック             | M-1 MFC: Battle on the Neva                                                | 2007年7月21日  |
| ○    | エリック・ペレ                 | 1R 4:07 KO（パンチ）                      | BodogFight: Clash of the Nations                                           | 2007年4月14日  |
| ×    | ファブリシオ・ヴェウドゥム     | 1R 3:24 肩固め                            | 2H2H: Pride & Honor                                                        | 2006年11月12日 |
| ○    | セルゲイ・ハリトーノフ         | 1R 6:45 TKO（パウンド）                   | PRIDE 無差別級グランプリ 2006 決勝戦 【無差別級グランプリ リザーブマッチ】 | 2006年9月10日  |
| ×    | ジョシュ・バーネット           | 2R 1:57 V1アームロック                    | PRIDE 無差別級グランプリ 2006 開幕戦 【無差別級グランプリ 1回戦】          | 2006年5月5日   |
| ○    | パウエル・ナツラ               | 1R 8:45 スリーパーホールド                | PRIDE 男祭り 2005 頂-ITADAKI-                                              | 2005年12月31日 |
| ○    | レネ・ローゼ                   | 1R 0:28 TKO（膝蹴り→パウンド）            | Bushido Europe: Rotterdam Rumble                                           | 2005年10月9日  |
| ○    | ヒカルド・モラエス             | 1R 0:15 KO（スタンドパンチ連打）          | PRIDE 武士道 -其の六-                                                      | 2005年4月3日   |
| ○    | ジェームス・トンプソン         | 1R 0:12 KO（左フック）                    | PRIDE.28                                                                   | 2004年10月31日 |
| ○    | カーロス・バヘット             | 5分3R終了 判定3-0                         | M-1 MFC: Middleweight GP                                                   | 2004年10月9日  |
| ×    | ミルコ・クロコップ             | 1R 2:09 KO（左ハイキック→パウンド）       | PRIDE GRANDPRIX 2004 決勝戦                                                | 2004年8月15日  |
| ○    | マット・"ザ・ツイン・タイガー" | 1R 3:16 スリーパーホールド                | PRIDE 武士道 -其の参-                                                      | 2004年5月23日  |
| ○    | アンジェロ・アロウージョ       | 2R 4:28 TKO（左目尻カット）               | INOKI BOM-BA-YE 2003 馬鹿になれ夢を持て                                    | 2003年12月31日 |
| ○    | アスエリオ・シウバ             | 2R（10分/5分）終了 判定2-1                | PRIDE 武士道                                                               | 2003年10月5日  |

## 獲得タイトル
- 世界サンボ選手権 コンバットサンボ 100kg超級 優勝（2003年）
- 世界サンボ選手権 コンバットサンボ 100kg超級 優勝（2004年）
- 世界サンボ選手権 コンバットサンボ 100kg超級 優勝（2006年）
- ProFCヘビー級王座（2010年）